# نظرية فيهلاند - ماسون
إن نظرية فيهلاند - ماسون هي نظرية خاصة بـدرجة الحرارة المزدوجة لكل من الذرات المتعادلة والمشحونة تفسر كيف يمكن أن تكون الأيونات النادرة مختلفة في درجة حرارتها بشكل فعلي عن ذرات الغاز المخففة. وهي نظرية واحدة ضمن مجموعة من النظريات الحركية التي تدور حول نقل كميات ضئيلة من الأيونات الجزيئية عبر الغازات المتعادلة تحت تأثير مجال إلكتروستاتيكي موحد. وقد طور كل من دكتور لاري فيهلاند ودكتور إيد ماسون هذه النظرية في أواخر السبعينيات من القرن العشرين، وبعد ذلك قاما بتوسعة هذه النظرية إلى نظرية درجة الحرارة الثلاثية والتي تسمح لدرجات حرارة الأيون المختلفة بالتوازي والتعامد مع المجال الكهربي. وتستخدم البحوث الحالية على أنظمة الأيونات المتعادلة الذرية دالة الاحتمالات لجرام شارلييه لتقريب الرتبة صفر إلى دالة توزيع سرعة الأيون.
حققت نظرية جرام-شارلييه نجاحًا ملحوظًا في إنتاج معاملات الحركة والانتشار المحسوبة التي تتوافق على نحو كبير مع النتائج التجريبية إذا كانت القوة المجهرية بين الأيون والذرة معروفة بدقة عبر نطاق واسع من الانفصال. ونجد أن نظريات فيهلاند - ماسون فيما يتعلق بالأيونات الجزيئية في الغازات الجزيئية أكثر إيضاحًا من تلك النظريات الخاصة بالذرات، حيث تكون القوى معتمدة على زاوية، كما يجب تضمين درجات الحرية الداخلية. وقد تم تطوير هذه النظريات باستخدام المناهج الميكانيكية الكمية وشبه الكلاسيكية، ولكن لا يوجد لها تطبيقات عددية نظرًا لصعوبة حساب المقاطع العرضية الضرورية. ولتجنب هذه الصعوبة، فقد تم تطوير النظريات الحركية الكلاسيكية بالكامل لللأيونات الذرية (عضو دوار صلب) في الغازات ثنائية الذرة غير المتذبذبة وكذلك للأيونات ثنائية الذرة غير المتذبذبة في الغازات ثنائية الذرة غير المتذبذبة.